# Rotterdam Ahoy

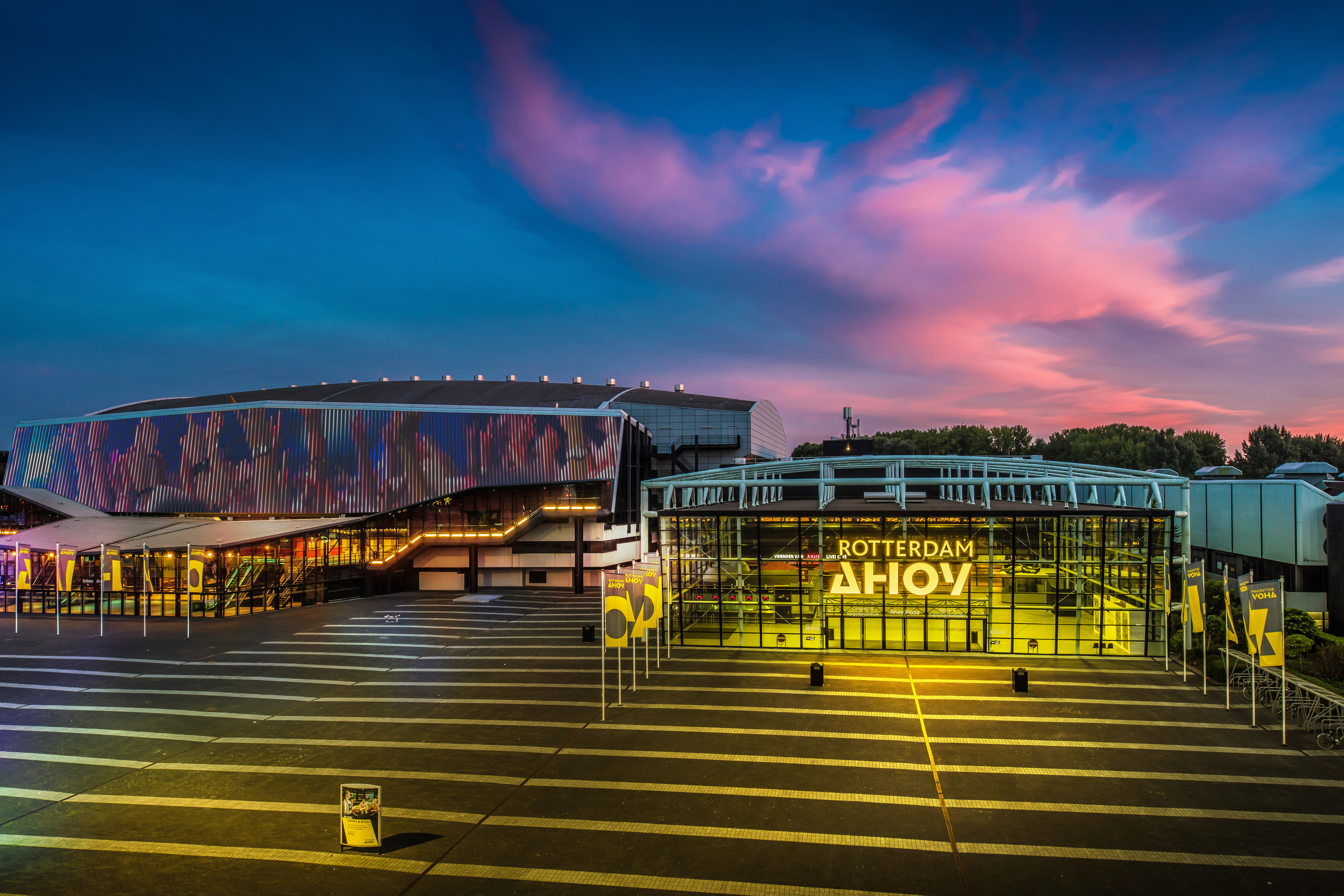
Stadionul Rotterdam Ahoy

Rotterdam Ahoy (adesea numit doar Ahoy) este o arenă sportivă de interior aflată în Rotterdam, Olanda. Capacitatea arenei este 16.426 de locuri. Acest stadion a câștigat multe premii pentru structura rezistentă pe care o are.

## Evenimente găzduite
- 2007 - Concursul Muzical Eurovision Junior 2007
- 2020 - Concursul Muzical Eurovision 2020 (anulat din cauza Covid-19)
- 2021 -  Concursul Muzical Eurovision 2021